# Grèce aux Jeux olympiques d'été de 2000
L'équipe olympique grecque participe aux Jeux olympiques d'été de 2000 à Sydney. Elle y remporte treize médailles : quatre en or, six en argent et trois en bronze, se situant à la treizième place des nations au tableau des médailles. Le Véliplanchiste Nikolaos Kaklamanakis est le porte-drapeau d'une délégation grecque comptant 140 sportifs (82 hommes et 58 femmes).

## Nombre d'athlètes qualifiés par sport
Voici la liste des qualifiés et sélectionnés Grecs par sport (remplaçants compris) :
| Sport       | Hommes | Femmes | Total |
| ----------- | ------ | ------ | ----- |
| Athlétisme  | 25     | 21     | 46    |
| Aviron      | 2      | 2      | 4     |
| Boxe        | 2      | 0      | 2     |
| Canoë-kayak | 1      | 0      | 1     |
| Cyclisme    | 4      | 0      | 4     |
| Équitation  | 0      | 1      | 1     |

## Médailles
| Sport              | Discipline         | Athlète(s)         | Performance        | Date               |
| Médailles d'Or : 1 | Médailles d'Or : 1 | Médailles d'Or : 1 | Médailles d'Or : 1 | Médailles d'Or : 1 |
| ------------------ | ------------------ | ------------------ | ------------------ | ------------------ |
| Athlétisme         | 200 m              | Kostas Kenteris    | 20 s 09            | 28 septembre       |

| Sport                  | Discipline             | Athlète(s)             | Performance            | Date                   |
| Médailles d'argent : 3 | Médailles d'argent : 3 | Médailles d'argent : 3 | Médailles d'argent : 3 | Médailles d'argent : 3 |
| ---------------------- | ---------------------- | ---------------------- | ---------------------- | ---------------------- |
| Athlétisme             | 100 m                  | Aikaterini Thanou      | 11 s 12                | 23 septembre           |
| Athlétisme             | Lancer du disque       | Anastasía Kelesídou    | 65,71 m                | 27 septembre           |
| Athlétisme             | Lancer du javelot      | Miréla Manjani         | 67,51 m                | 30 septembre           |

## Athlétisme

### Hommes
| Athlète                                                                     | Épreuve              | Séries        | Séries      | Quarts de finale | Quarts de finale | Demi-finales | Demi-finales | Finale          | Finale        |
| Athlète                                                                     | Épreuve              | Temps         | Rang        | Temps            | Rang             | Temps        | Rang         | Temps           | Rang          |
| --------------------------------------------------------------------------- | -------------------- | ------------- | ----------- | ---------------- | ---------------- | ------------ | ------------ | --------------- | ------------- |
| Georgios Theodoridis                                                        | 100 m                | 10 s 34       | 3e          | 10 s 29          | 4e               | Éliminé      | Éliminé      | Éliminé         | Éliminé       |
| Ángelos Pavlakákis                                                          | 100 m                | DNS           | /           | Eliminé          | Eliminé          | Eliminé      | Eliminé      | Eliminé         | Eliminé       |
| Kostas Kenteris                                                             | 200 m                | 20 s 57       | 1er         | 20 s 14          | 2e               | 20 s 20      | 1er          | 20 s 09         | Médaille d'or |
| Tasos Gkousis                                                               | 200 m                | 21 s 10       | 6e          | Eliminé          | Eliminé          | Eliminé      | Eliminé      | Eliminé         | Eliminé       |
| Aléxios Alexópoulos                                                         | 200 m                | DNS           | /           | Eliminé          | Eliminé          | Eliminé      | Eliminé      | Eliminé         | Eliminé       |
| Tasos Gkousis                                                               | 400 m                | 46 s 38       | 4e          | Eliminé          | Eliminé          | Eliminé      | Eliminé      | Eliminé         | Eliminé       |
| Panagiotis Stroumpakos                                                      | 800 m                | 1 min 47 s 96 | 7e          | Eliminé          | Eliminé          | Eliminé      | Eliminé      | Eliminé         | Eliminé       |
| Panagiotis Charamis                                                         | Marathon             | Non disputé   | Non disputé | Non disputé      | Non disputé      | Non disputé  | Non disputé  | 2 h 26 min 55 s | 63e           |
| Periklís Iakovákis                                                          | 400 m haies          | 50 s 20       | 3e          | Eliminé          | Eliminé          | Eliminé      | Eliminé      | Eliminé         | Eliminé       |
| Georgios Giannelis                                                          | 3000 mètres steeple  | 9 min 19 s 14 | 12e         | Eliminé          | Eliminé          | Eliminé      | Eliminé      | Eliminé         | Eliminé       |
| Georgios Theodoridis Kostas Kenteris Aléxios Alexópoulos Ángelos Pavlakákis | Relais 4 × 100 m     | 39 s 21       | 2e          | Non disputé      | Non disputé      | 38 s 80      | 5e           | Eliminé         | Eliminé       |
| Georgios Oikonomidis Tasos Gkousis Stelios Dimotsios Periklís Iakovákis     | Relais 4 × 400 m     | 3 min 06 s 50 | 4e          | Eliminé          | Eliminé          | Eliminé      | Eliminé      | Eliminé         | Eliminé       |
| Spyros Kastanis                                                             | 50 kilomètres marche | Non disputé   | Non disputé | Non disputé      | Non disputé      | Non disputé  | Non disputé  | DNF             | /             |
| Theodoros Stamatopoulos                                                     | 50 kilomètres marche | Non disputé   | Non disputé | Non disputé      | Non disputé      | Non disputé  | Non disputé  | DNF             | /             |

| Athlète                  | Épreuve           | Qualification | Qualification | Finale      | Finale  |
| Athlète                  | Épreuve           | Performance   | Rang          | Performance | Rang    |
| ------------------------ | ----------------- | ------------- | ------------- | ----------- | ------- |
| Lampros Papakostas       | Saut en hauteur   | DNS           | /             | Eliminé     | Eliminé |
| Kostas Koukodimos        | Saut en longueur  | 7,44 m        | 39e           | Eliminé     | Eliminé |
| Dimitrios Serelis        | Saut en longueur  | NM            | /             | Eliminé     | Eliminé |
| Christos Meletoglou      | Triple saut       | 16,00 m       | 31e           | Eliminé     | Eliminé |
| Kostis Zalagkitis        | Triple saut       | 14,15 m       | 37e           | Eliminé     | Eliminé |
| Stamatios Lenis          | Triple saut       | NM            | /             | Eliminé     | Eliminé |
| Vaios Tigkas             | Lancer du poids   | 18,13 m       | 35e           | Eliminé     | Eliminé |
| Aléxandros Papadimitríou | Lancer du marteau | 76,61 m       | 12e           | 73,30 m     | 12e     |
| Christos Polychroniou    | Lancer du marteau | 74,02 m       | 24e           | Eliminé     | Eliminé |
| Kostas Gatsioudis        | Lancer du javelot | 88,41 m       | 2e            | 86,53 m     | 6e      |
| Prodromos Korkizoglou    | Décathlon         | Non disputé   | Non disputé   | DNF         | /       |

### Femmes
| Athlète                                                        | Épreuve              | Séries         | Séries      | Quarts de finale | Quarts de finale | Demi-finales | Demi-finales | Finale          | Finale            |
| Athlète                                                        | Épreuve              | Temps          | Rang        | Temps            | Rang             | Temps        | Rang         | Temps           | Rang              |
| -------------------------------------------------------------- | -------------------- | -------------- | ----------- | ---------------- | ---------------- | ------------ | ------------ | --------------- | ----------------- |
| Aikaterini Thanou                                              | 100 m                | 11 s 10        | 1er         | 10 s 99          | 1er              | 11 s 10      | 1er          | 11 s 12         | Médaille d'argent |
| Voúla Patoulídou                                               | 100 m                | 11 s 65        | 5e          | Eliminé          | Eliminé          | Eliminé      | Eliminé      | Eliminé         | Eliminé           |
| Katerina Koffa                                                 | 200 m                | 23 s 53        | 5e          | Eliminé          | Eliminé          | Eliminé      | Eliminé      | Eliminé         | Eliminé           |
| Chrysostomia Iakovou                                           | 5 000 m              | 15 min 46 s 48 | 11e         | Eliminé          | Eliminé          | Eliminé      | Eliminé      | Eliminé         | Eliminé           |
| Chrysostomia Iakovou                                           | 10 000 m             | DNS            | /           | Eliminé          | Eliminé          | Eliminé      | Eliminé      | Eliminé         | Eliminé           |
| Chrysoula Gountenoudi                                          | 400 m haies          | 1 min 01 s 59  | 7e          | Eliminé          | Eliminé          | Eliminé      | Eliminé      | Eliminé         | Eliminé           |
| Voúla Patoulídou Froso Patsou Katerina Koffa Aikaterini Thanou | Relais 4 × 100 m     | 43 s 46        | 2e          | Non disputé      | Non disputé      | 43 s 53      | 7e           | Eliminé         | Eliminé           |
| Athina Papagianni                                              | 20 kilomètres marche | Non disputé    | Non disputé | Non disputé      | Non disputé      | Non disputé  | Non disputé  | 1 h 33 min 14 s | 11e               |
| Christina Kokotou                                              | 20 kilomètres marche | Non disputé    | Non disputé | Non disputé      | Non disputé      | Non disputé  | Non disputé  | 1 h 38 min 52 s | 36e               |

| Athlète               | Épreuve           | Qualification | Qualification | Finale      | Finale            |
| Athlète               | Épreuve           | Performance   | Rang          | Performance | Rang              |
| --------------------- | ----------------- | ------------- | ------------- | ----------- | ----------------- |
| Níki Bakoyiánni       | Saut en hauteur   | 1,80 m        | 33e           | Eliminé     | Eliminé           |
| Thaleia Iakovidou     | Saut à la perche  | NH            | /             | Eliminé     | Eliminé           |
| Níki Xánthou          | Saut en longueur  | 6,50 m        | 17e           | Eliminé     | Eliminé           |
| Despoina Papavasilaki | Saut en longueur  | 5,86 m        | 33e           | Eliminé     | Eliminé           |
| Ólga Vasdéki          | Triple saut       | 14,26 m       | 8e            | 14,15 m     | 7e                |
| Kalliopi Ouzouni      | Lancer du poids   | 18,56 m       | 7e            | 18,63 m     | 7e                |
| Anastasía Kelesídou   | Lancer du disque  | 63,64 m       | 3e            | 65,71 m     | Médaille d'argent |
| Stella Tsikouna       | Lancer du disque  | 61,59 m       | 8e            | 64,08 m     | 5e                |
| Aikaterini Vongoli    | Lancer du disque  | 61,29 m       | 10e           | 61,57 m     | 9e                |
| Miréla Manjani        | Lancer du javelot | 63,34 m       | 4e            | 67,51 m     | Médaille d'argent |
| Angelik Tsiolakoudi   | Lancer du javelot | 58,11 m       | 18e           | Eliminé     | Eliminé           |
| Asimina Vanakara      | Heptathlon        | Non disputé   | Non disputé   | DNF         | /                 |

## Aviron

### Hommes
| Athlète(s)                             | Compétition                 | Série         | Série | Repêchage     | Repêchage | Demi-finale   | Demi-finale | Finale                 | Finale |
| Athlète(s)                             | Compétition                 | Temps         | Rang  | Temps         | Rang      | Temps         | Rang        | Temps                  | Rang   |
| -------------------------------------- | --------------------------- | ------------- | ----- | ------------- | --------- | ------------- | ----------- | ---------------------- | ------ |
| Vasílios Polýmeros Panagiotis Miliotis | Deux de couple poids légers | 6 min 29 s 68 | 3e    | 6 min 38 s 78 | 2e        | 6 min 25 s 38 | 4e          | Finale B 6 min 27 s 79 | 2e     |

### Femmes
| Athlète(s)                       | Compétition                 | Série         | Série | Repêchage     | Repêchage | Demi-finale   | Demi-finale | Finale                 | Finale |
| Athlète(s)                       | Compétition                 | Temps         | Rang  | Temps         | Rang      | Temps         | Rang        | Temps                  | Rang   |
| -------------------------------- | --------------------------- | ------------- | ----- | ------------- | --------- | ------------- | ----------- | ---------------------- | ------ |
| Angeliki Gkremou Chrysa Biskitzi | Deux de couple poids légers | 7 min 32 s 89 | 3e    | 7 min 17 s 38 | 2e        | 7 min 21 s 88 | 6e          | Finale B 7 min 17 s 11 | 5e     |

## Boxe

### Hommes
| Athlète          | Catégorie    | 16e de finale        | 8e de finale            | Quart de finale     | Demi-finale         | Finale              |
| Athlète          | Catégorie    | Adversaire Résultat  | Adversaire Résultat     | Adversaire Résultat | Adversaire Résultat | Adversaire Résultat |
| ---------------- | ------------ | -------------------- | ----------------------- | ------------------- | ------------------- | ------------------- |
| Artour Mikaelian | Poids coqs   | Défaite Roumanie 2-7 | Eliminé                 | Eliminé             | Eliminé             | Eliminé             |
| Tigran Ouzlian   | Poids légers | Non disputé          | Victoire Pakistan 17-15 | Défaite Cuba 9-24   | Eliminé             | Eliminé             |

## Canoe-Kayak

### Course en ligne

#### Hommes
| Athlète              | Compétition | Éliminatoires  | Éliminatoires | Demi-finales | Demi-finales | Finale A | Finale A |
| Athlète              | Compétition | Temps          | Rang          | Temps        | Rang         | Temps    | Rang     |
| -------------------- | ----------- | -------------- | ------------- | ------------ | ------------ | -------- | -------- |
| Andreas Kiligkaridis | C1 500m     | 1 min 57 s 858 | 8e            | Eliminé      | Eliminé      | Eliminé  | Eliminé  |
| Andreas Kiligkaridis | C1 1000m    | 4 min 01 s 402 | 6e            | DSQ          | /            | Eliminé  | Eliminé  |

## Cyclisme

### Piste

#### Hommes
| Athlète         | Compétition          | Qualification | Seizièmes de finale      | Repêchages               | Huitièmes de finale      | Repêchages               | Quarts de finale         | Match de classement | Demi-finales             | Match pour le bronze     | Match pour le bronze | Finale                   | Finale  |
| Athlète         | Compétition          | Temps Vitesse | Adversaire Temps Vitesse | Adversaire Temps Vitesse | Adversaire Temps Vitesse | Adversaire Temps Vitesse | Adversaire Temps Vitesse | Rang                | Adversaire Temps Vitesse | Adversaire Temps Vitesse | Rang                 | Adversaire Temps Vitesse | Rang    |
| --------------- | -------------------- | ------------- | ------------------------ | ------------------------ | ------------------------ | ------------------------ | ------------------------ | ------------------- | ------------------------ | ------------------------ | -------------------- | ------------------------ | ------- |
| Nikos Angelidis | Vitesse individuelle | 10 s 745      | Défaite France           | Défaite Australie        | Eliminé                  | Eliminé                  | Eliminé                  | Eliminé             | Eliminé                  | Eliminé                  | Eliminé              | Eliminé                  | Eliminé |

| Athlète             | Compétition                | Temps          | Rang |
| ------------------- | -------------------------- | -------------- | ---- |
| Dimítrios Georgalís | Contre-la-montre sur piste | 1 min 04 s 018 | 6e   |

| Athlète              | Compétition | 1er round | Repêchage | Demi-Finales | Finale  |
| Athlète              | Compétition | Rang      | Rang      | Rang         | Rang    |
| -------------------- | ----------- | --------- | --------- | ------------ | ------- |
| Lámpros Vasilópoulos | Keirin      | 4e        | 2e        | DSQ          | Eliminé |

| Athlète                                                    | Compétition         | Qualification        | Qualification | Demi-finale                     | Finale                          | Finale |
| Athlète                                                    | Compétition         | Temps Vitesse (km/h) | Rang          | Adversaire Temps Vitesse (km/h) | Adversaire Temps Vitesse (km/h) | Rang   |
| ---------------------------------------------------------- | ------------------- | -------------------- | ------------- | ------------------------------- | ------------------------------- | ------ |
| Lámpros Vasilópoulos Dimítrios Georgalís Kleanthis Bargkas | Vitesse par équipes | 45 s 207             | 4e            | 45 s 079                        | 45 s 332                        | 4e     |

## Equitation
| Athlète            | Compétition      | Pénalités | Rang |
| ------------------ | ---------------- | --------- | ---- |
| Heidi Antikatzidis | Concours complet | 50.40     | 6e   |